# Giovanni I Natoli, Thân vương Sperlinga
Giovanni I Natoli, também referido como Gianforte Natoli (sinh ra: Giovanni Forti Natoli Lanza Moncada Orioles Alifia e Luna, tiếng Latin: Johannes-Fortis de Nantolio, tiếng Pháp: Jean or Jeanfort de Nanteuil), là một nhà quý tộc Sicilian, con của Blasco Natoli Lanza và Domenica Giambruno Perna. Ông là baron của S. Bartolomeo và Belice. Vào ngày 20 tháng 8 năm 1597, ông ta đã mua lại barony của [Sperlinga] từ Giovanni Ventimiglia, marquis của Gerace, Cho 30,834 ounce vàng. 
Natoli đã được vua Sicily, được cấp giấy phép "licentia populandi cum privilegium aedificandi" ("giấy phép cư trú và xây dựng") Bởi vua Sycylia, Felipe II của Tây Ban Nha. 
Năm 1627 ông được vua Sperlinga làm hoàng tử Felipe IV của Tây Ban Nha.
Natoli đã kết hôn hai lần: đầu tiên là Maria Cottone Aragona, con gái của Stefano, Bauso; Và thứ hai là Melchiora Orioles Moncada, con gái của Orazio, vua của San Pietro di Patti. Với thứ hai ông đã có một con trai, Francesco Natoli.
Hoàng tử Giovanni Natoli qua đời ngày 15 tháng 7 năm 1633.